# Ferruccio Busoni
Ferruccio Benvenuto Busoni (Empoli, 1. travnja 1866. – Berlin, 27. srpnja 1924.), talijanski skladatelj i pijanist.
Jedan je od najvećih pijanista poslije Liszta, čiju tradiciju nastavlja koncertrirajući po europskim zemljama i Americi. Predavao je na konzervatorijima u Helsinkiju, Moskvi, Bostonu, Bologni, Beču, Berlinu. 
U kompoziciji zastupa vlastita načela tzv. "novog klasicizma" anticipirajući neoklasicistički smjer u glazbi 20. stoljeća. Napisao je "Nacrt nove estetike muzike", "O jedinstvu muzike" i mnoge druge rasprave. 

## Djela
- opere: "Arlecchino", "Turandot", "Doktor Faust"
- violinski koncerti
- gudački kvarteti
- simfonijski nokturno
- klavirske kompozicije: "Elegije", "Baletne scene", Kontrapunktska fantazija"